# Stara Kamienica (stacja kolejowa)
Stara Kamienica – stacja kolejowa w Starej Kamienicy, w powiecie karkonoskim; w województwie dolnośląskim, w Polsce. Stacja posiada bezpośrednie połączenia do Wrocławia, Jeleniej Góry, Zielonej Góry, Węglińca oraz Lubania Śląskiego.

## Ruch pasażerski
| Rok  | Wymiana pasażerska na dobę |
| ---- | -------------------------- |
| 2017 | 20-49                      |
| 2022 | 50-99                      |